# 필립 캐리

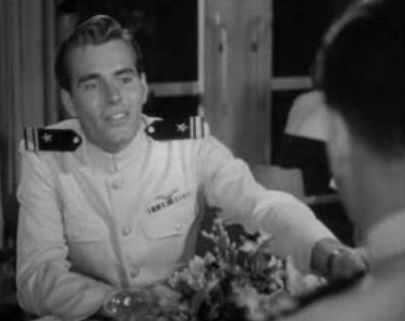

필립 캐리(Philip Carey, 1925년 7월 15일 ~ 2009년 2월 6일)는 미국의 배우이다.
해컨색에서 태어났으며 맨해튼에서 사망하였다. 사인은 폐암이다.  포리스트 론 메모리얼 파크에 매장되었다.

## 출연 작품
- 몬스터 (1979년)
- 파이팅 매드 (1976년)
- 스크림 오브 더 울프 (1974년)
- 더 세븐 미니츠 (1971년)
- 더 그레이트 수 매서커 (1965년)
- 데드 링거 (1964년)
- 선셋 77번가 (1958년)
- 웨스트 포인트 (1955년)
- 푸쉬오버 (1954년)
- 한없는 추적 (1953년)
- 캘러미티 제인 (1953년)

### 텔레비전
- 샤이안 (1962)
- 아이언사이드 (1968-69)
- 원 라이프 투 리브 (1980-2008)